# Tuyên ngôn độc lập Indonesia

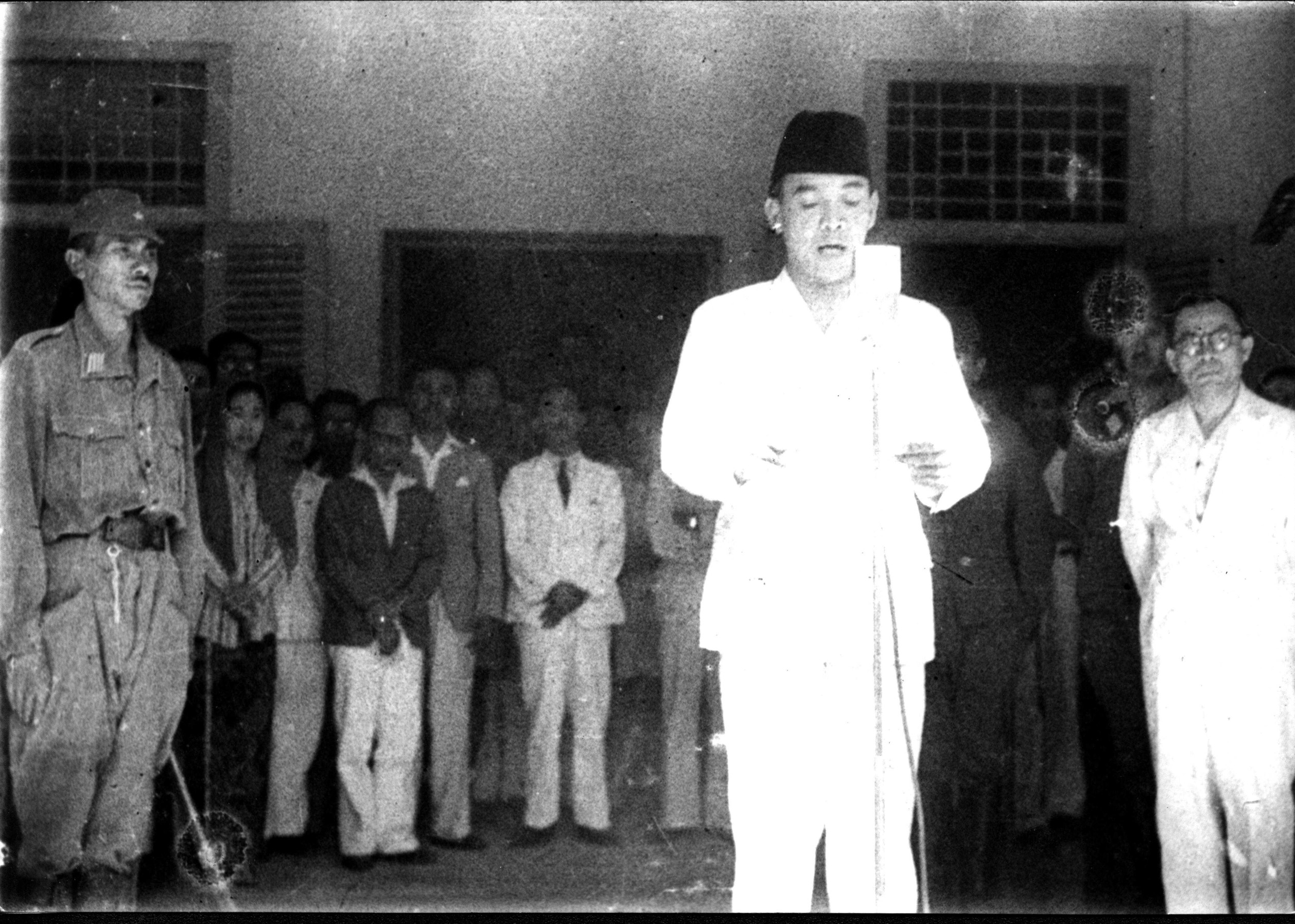
Sukarno, cùng với Mohammad Hatta (phải), đang đọc tuyên ngôn độc lập của Indonesia

Tuyên ngôn độc lập Indonesia (tiếng Indonesia: Proklamasi Kemerdekaan Indonesia) đã được đọc vào lúc 10 giờ sáng thứ sáu ngày 17 tháng 8 năm 1945, hai ngày sau khi kết thúc chiến tranh thế giới thứ hai. Tuyên bố này đánh dấu sự khởi đầu của một cuộc đấu tranh ngoại giao và xung đột vũ trang với thuộc địa Hà Lan mà người Indonesia gọi là Revolusi, cuối cùng Hà Lan đã công nhận nền độc lập của Indonesia vào năm 1949. Tuyên ngôn được ký bởi Sukarno và Mohammad Hatta. Dự thảo tuyên ngôn đã được chuẩn bị vào đêm 16 tháng 8 năm 1945.

## Bối cảnh
Việc chuẩn bị khung pháp lý cho độc lập Indonesia bắt đầu vào tháng 3 năm 1945 như là một phần của Ủy ban Nghiên cứu về Chuẩn bị Độc lập Indonesia (Badan Penyelidik Usaha Persiapan Kemerdekaan Indonesia), được thành lập bởi chính quyền thực dân Nhật Bản và bao gồm hàng chục nhà hoạt động của phong trào giải phóng dân tộc địa phương. Công việc tương ứng được thực hiện mà không có bất kỳ hướng dẫn tạm thời nào, tuy nhiên, vào mùa hè năm 1945, do bằng chứng về sự thất bại quân sự sắp xảy ra của Nhật Bản, nó đã bị ép buộc mạnh mẽ. Dự thảo hiến pháp của Indonesia đã được thông qua vào ngày 1 tháng 8 và vào ngày 7 tháng 8 để xem xét những phát hiện của Ủy ban nghiên cứu, Ủy ban chuẩn bị độc lập Indonesia, CPNI (Indonesia Panitia Persiapan Kemerdekaan Indonesia) đã được thành lập, chủ trì bởi Sukarno, tổng thống đầu tiên của đất nước tương lai..
Vào ngày 12 tháng 8, trong một cuộc họp với chỉ huy của Tập đoàn quân đội miền Nam Nhật Bản, Nguyên soái Hisaichi Terauchi tại thành phố Đà Lạt của Việt Nam, Sukarno và cộng sự thân cận nhất của ông là Mohammad Hatta (Phó Tổng thống đầu tiên của Indonesia) đã nhận được sự đồng ý của phía Nhật Bản để tuyên bố độc lập "trong những ngày tới." Theo kế hoạch ban đầu, Tuyên ngôn Độc lập sẽ được ký bởi tất cả 27 thành viên của CPNI, đại diện cho các nhóm chính trị và xã hội khác nhau, cũng như các khu vực khác nhau của đất nước - do đó, nó nhằm mục đích nhấn mạnh sự đa dạng sắc tộc và xã hội của nhà nước tương lai. Tuy nhiên, kế hoạch này đã gặp sự từ chối từ các nhà lãnh đạo cánh trẻ triệt để của phong trào giải phóng dân tộc, sợ rằng sự hợp tác tích cực của nhiều thành viên của Uỷ ban với chính quyền chiếm đóng của Nhật Bản gọi vào câu hỏi hợp pháp của Tuyên bố trong con mắt của nhiều người dân, cũng như làm phức tạp những triển vọng cho sự công nhận quốc tế của các nhà nước Indonesia.
Vấn đề độc lập trở nên quan trọng sau khi chính phủ Nhật Bản tuyên bố đầu hàng vào ngày 15 tháng 8 năm 1945. Cuộc họp khẩn cấp KPNI dự kiến vào ngày 16 tháng 8 hóa ra là thất vọng: một nhóm các nhà hoạt động thanh niên do Khayrul Saleh dẫn đầu đã đưa Sukarno và Hatta đến thị trấn Rengasdenklok (Rengasdengklok) ở phía đông Jakarta, nơi họ phải tuyên bố ngay lập tức. các bộ phận của các thành viên của Ủy ban.

## Bản tuyên ngôn
| Bản gốc | Dịch ra tiếng Việt |
| --- | --- |
| PROKLAMASIKami, bangsa Indonesia, dengan ini menjatakan kemerdekaan Indonesia. Hal-hal jang mengenai pemindahan kekoeasaan d.l.l., diselenggarakan dengan tjara saksama dan dalam tempo jang sesingkat-singkatnja. Djakarta, hari 17 boelan 8 tahoen 05 Atas nama bangsa Indonesia, Soekarno/Hatta. | TUYÊN NGÔNChúng tôi, người dân Indonesia, từ đây tuyên bố độc lập Indonesia. Các vấn đề liên quan đến việc chuyển giao quyền lực d.l.l., được tổ chức công bằng và trong một khoảng thời gian ngắn. Jakarta, ngày 17 tháng 8 năm 2005 Thay mặt người dân Indonesia, Surkarno/Hatta. |

## Ảnh hưởng

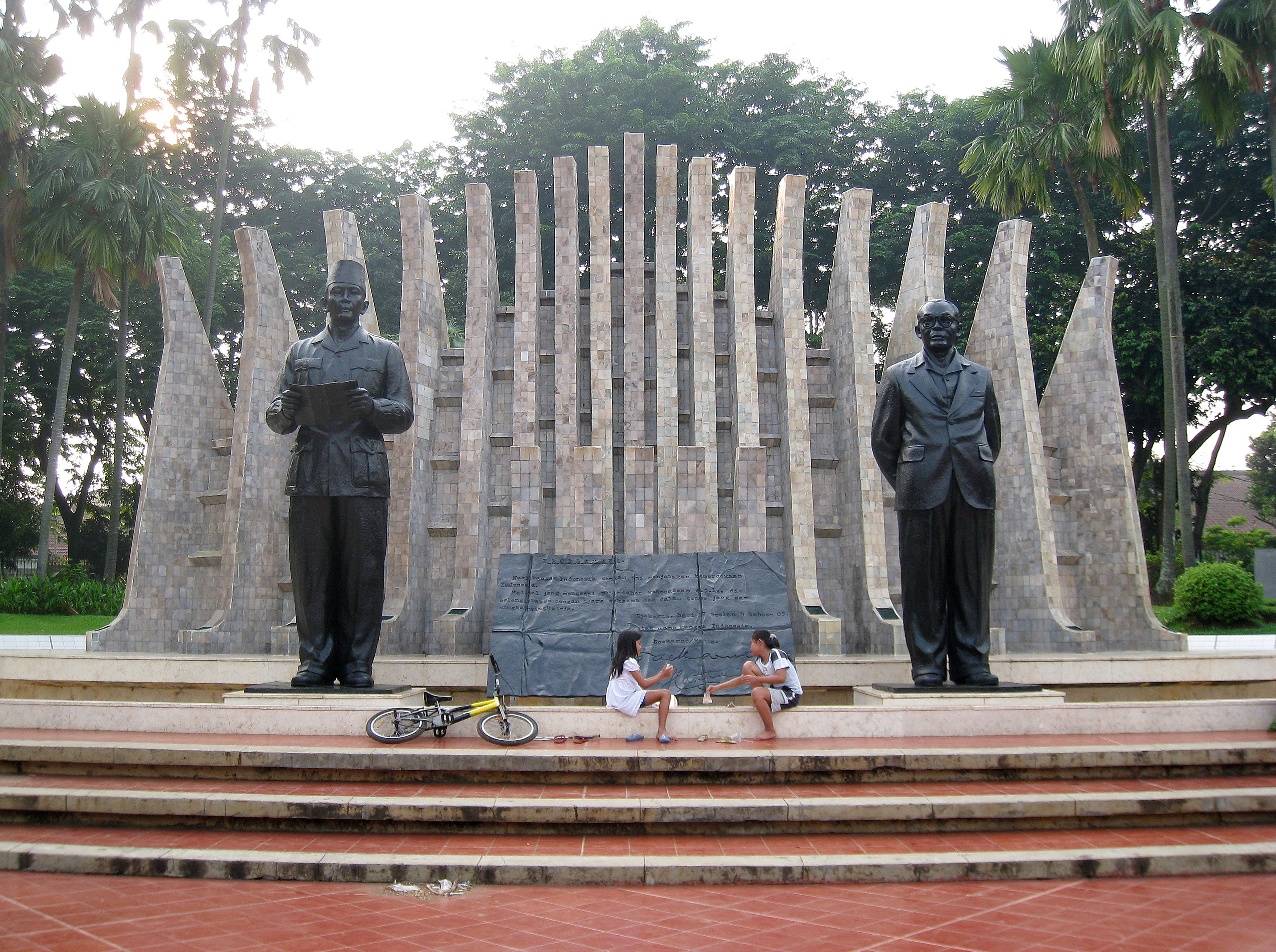
Tượng đài tuyên ngôn độc lập ở Jakarta.

Sau khi lãnh đạo phong trào độc lập tuyên bố độc lập Indonesia, nó bắt đầu thiết lập một khung pháp lý của chính phủ đối với Indonesia. Vào ngày 18 tháng 8, Ủy ban trù bị độc lập đã chấp nhận bản dự thảo hiến pháp do Ủy ban điều tra chuẩn bị độc lập soạn thảo và ban hành Hiến pháp tạm thời năm 1945 để xác định khuôn khổ pháp lý cho Indonesia trong sáu tháng tới: Indonesia là một nước cộng hòa thống nhất và Tổng thống là người đứng đầu chính phủ. Các quy định của Hiến pháp quản lý đất nước. Ủy ban Quốc gia Trung ương, chịu trách nhiệm hỗ trợ chính quyền Tổng thống, sẽ được chuyển đổi thành một quốc hội lưỡng viện trong tương lai. Hạ viện sẽ là một cuộc họp tham vấn người dân. Sau khi triệu tập, hiến pháp mới sẽ được soạn thảo trong vòng sáu tháng để thay thế hiến pháp tạm thời năm 1945. Đồng thời, Ủy ban trù bị độc lập đã bầu Sukarno làm chủ tịch, bầu Hada làm phó chủ tịch, bầu các ứng cử viên nội các và quyết định chia đất nước thành tám tỉnh. Ủy ban trù bị độc lập đã bị giải tán vào ngày 29 tháng 8 và được thay thế bởi Ủy ban quốc gia trung ương được thành lập cùng ngày. Các thành viên của Ủy ban Quốc gia Trung ương bao gồm tất cả các thành viên của ủy ban trù bị độc lập, cũng như các chức sắc từ mọi tầng lớp. Kể từ tháng 10 cùng năm, Ủy ban Quốc gia Trung ương đã bắt đầu thực hiện quyền lập pháp và quyền lực để xây dựng các chính sách lớn.
Tại thời điểm đó, cựu thuộc địa của các nước Indonesia - Hà Lan không công nhận độc lập của Indonesia, nhưng cố gắng để lấy lại quyền kiểm soát của Indonesia, nhưng họ đã gặp kháng Indonesia tích cực vào quá trình này. Kết quả là, Chiến tranh giành độc lập nổ ra, và các vị vua Hà Lan và những người theo chủ nghĩa dân tộc Indonesia đã chiến đấu không ngừng trong hơn bốn năm. Trong Chiến tranh giành độc lập, Hà Lan đã ký một số thỏa thuận tạm thời với Cộng hòa Indonesia để công nhận chủ quyền của Cộng hòa Indonesia ở một số khu vực. Tuy nhiên, Hà Lan đôi khi vi phạm thỏa thuận và liên tục tấn công lãnh thổ Cộng hòa. Mãi đến tháng 12 năm 1949, Hà Lan buộc phải ký Hiệp định Bàn tròn Hague dưới áp lực quốc tế và được độc lập hợp pháp của Indonesia. Mặc dù chính phủ Hà Lan thừa nhận vào năm 2005 rằng ngày 17 tháng 8 năm 1945 là Ngày Độc lập thực tế của Indonesia, họ không thừa nhận rằng ngày này là ngày độc lập hợp pháp của Indonesia, nhà sử học Sukozo và những người khác đã chấp nhận phát sóng Hà Lan vào năm 2013. Khi công ty phỏng vấn, chính phủ Hà Lan tin rằng ngày 17/8/1945 là ngày độc lập hợp pháp của Indonesia.
Ngoài ngày 17 tháng 8, chính phủ Indonesia (ngày Sukarno và Hatta đọc Tuyên ngôn Độc lập) là ngày nghỉ lễ Quốc khánh để vinh danh ông, cũng là nội dung của Tuyên ngôn Độc lập trên di tích quốc gia bảo tồn, như một quốc gia Di tích. Ngoài ra, số lượng lông vũ trên quốc huy Indonesia và chiều cao, diện tích và chiều cao của bên trong Tháp Tưởng niệm Quốc gia (hội trường độc lập) cũng tượng trưng cho ngày Sukarno và Hatta tuyên bố độc lập của Indonesia - 17 tháng 8 năm 1945.